# ریشار گه
ریشار گه (فرانسوی: Richard Gay‎؛ زادهٔ ۶ مارس ۱۹۷۱) اسکی‌باز نمایشی اهل فرانسه است.